# Coralito (coral)

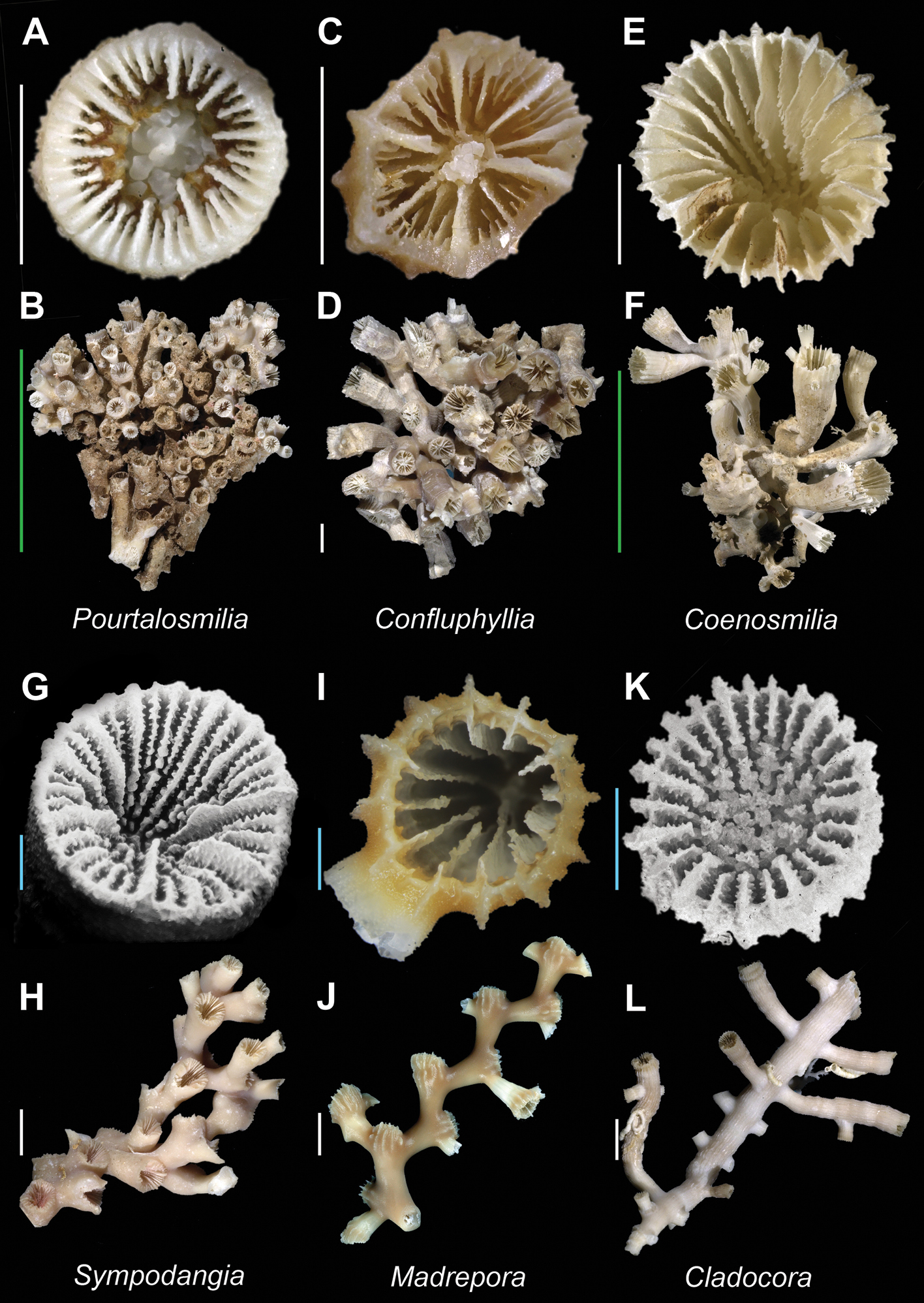
Vistas caliculares de coralito, y laterales de las colonias de varios corales scleractinios.

Coralito se denomina el exoesqueleto individual de cada pólipo de coral duro, del orden Scleractinia. 
También es aplicable al género Millepora, denominado comúnmente "coral de fuego", y al género Heliopora, denominado "coral azul". Todos ellos conforman los corales hermatípicos, principales contribuyentes en la formación de arrecifes.
En el caso de especies coloniales, la estructura esquelética de la colonia, denominada corallum, es el resultado del conjunto de coralitos individuales, dispuestos en diversas estructuras, masivas, ramificadas, laminares, esféricas, monticulares, columnares, foliáceas, incrustantes o en placas.
El coralito está compuesto de aragonito, que es una forma cristalina de carbonato de calcio, producido y secretado por el pólipo coralino. 

## Estructura del coralito

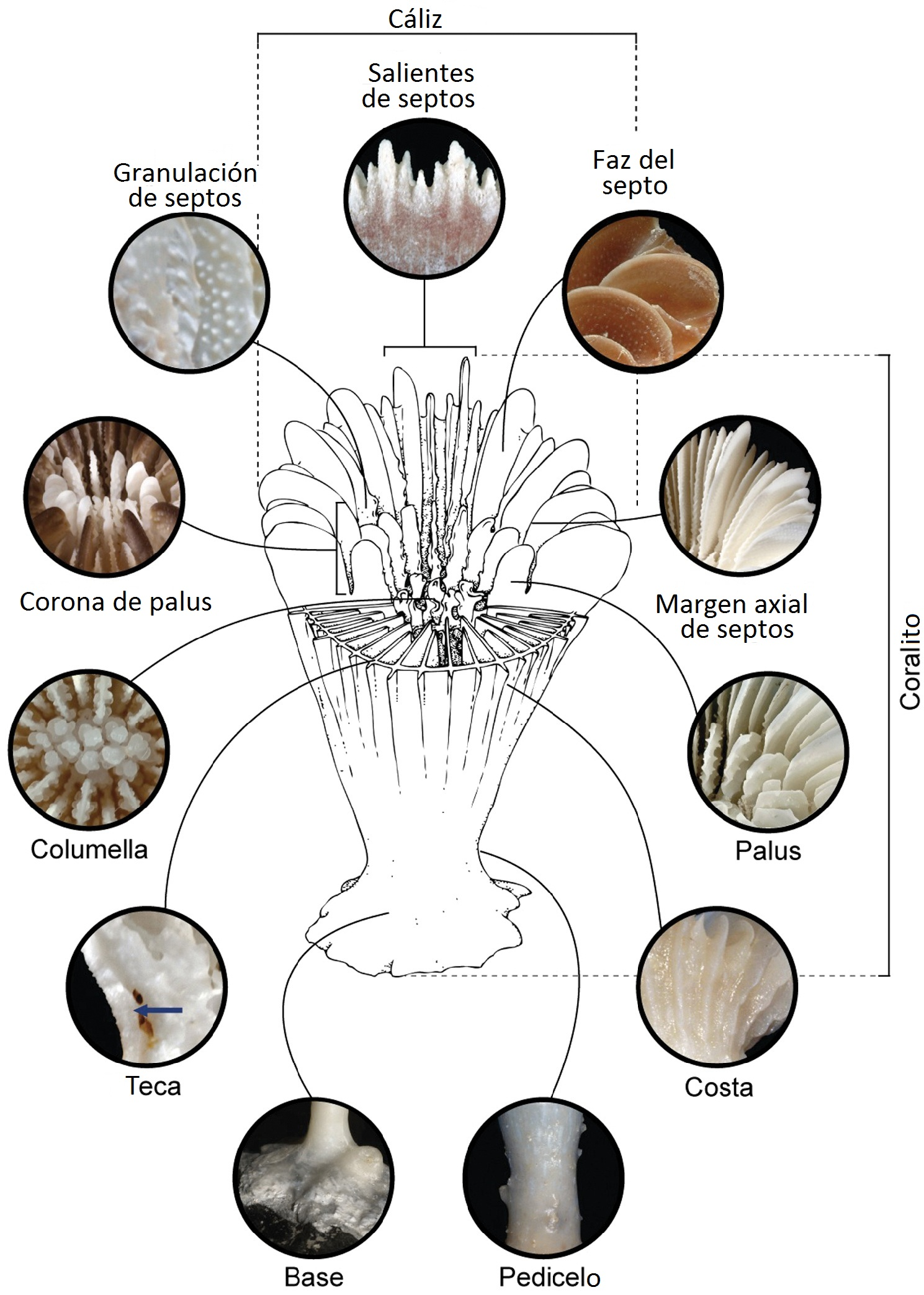
Estructura de coralito. (Caryophyllia)

Se distinguen las siguientes partes en la estructura de un coralito:
- Cáliz: Abertura del coralito.
- Septo: Fina placa esquelética, a modo de tabique, que sobresale desde el muro interior del coralito hacia el centro del cáliz, en disposición radial. En ocasiones, sus bordes exteriores pueden ser dentados, y/o sus superficies presentan granulaciones.
- Dientes septales: El margen superior de los septos puede ser afilado y liso, con salientes puntiagudos o en forma de agujas. Esta característica sirve, en ocasiones, para identificar corales.
- Palus: Denominados "lóbulos paliformes", son protuberancias verticales, normalmente redondeadas, que se extienden desde el margen interior de los septos, hasta el centro del cáliz, adyacentes a la columela. En muchos casos sirven para identificar especies de corales.
- Columela: Estructura esquelética vertical, en forma de columna, en el centro del coralito de algunos géneros de coral. Formada por proyecciones interiores de los septos que se entrelazan y fusionan.
- Teca: Denominada comúnmente "muro" o "pared", es la parte exterior del coralito.
- Costa: Fina placa esquelética que sobresale desde la teca hacia el exterior del coralito.
- Septocosta: En el corallum, o esqueleto, de las colonias, la fusión de los septos y los costa entre los coralitos individuales adyacentes.
- Pedicelo: Pedúnculo entre la placa base y la teca de algunos coralitos.
- Base: Placa base calcárea desde la que se costruye el coralito. Parte de la primera deposición de aragonito realizada por el disco pedal del pólipo en la superficie escogida para anclarse.